# Іонізація

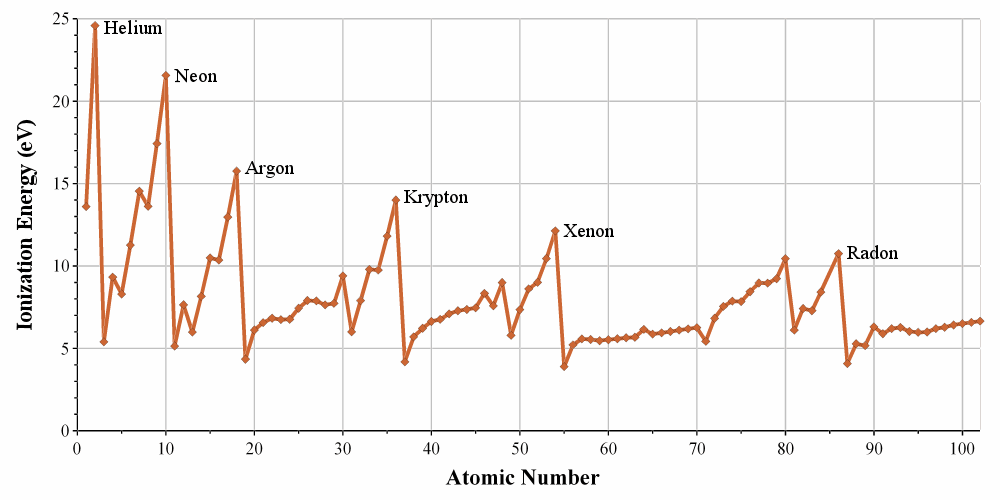
Енергія іонізації деяких чистих хімічних елементів. На піках знаходяться інертні гази.

Іоніза́ція, рідше йоніза́ція — утворення електрично заряджених частинок — вільних електронів та іонів з електрично нейтральних частинок середовища. Може здійснюватися шляхом відриву від атому, що входить до складу молекулярної частинки, одного або декількох електронів з утворенням іона або шляхом переходу електрона (електронів) від однієї частинки до іншої з набуттям ними зарядів.

## Загальний опис
Відрив від хімічної частинки атома одного або кількох електронів з утворенням позитивного іона (в електрохімічних процесах, під впливом іонізуючого випромінення). Втрата електрона одно-, дво- і більше зарядними катіонами називається вторинною, третинною і т. д. іонізацією (ця термінологія використовується зокрема в мас-спектрометрії).
Процес переходу електрона (електронів) від однієї хімічної частинки до іншої з набуттям частинками зарядів (стосується таких частинок, що утворились при дисоціації нейтральної молекули), при цьому утворюються як вільні іони, так і різні типи іонних пар. Може відбуватись під дією розчинника та в результаті гетеролітичних реакцій. Термін не є синонімом дисоціації, хоч часто використовується в цьому значенні.
Ступінь іонізації — відношення числа іонів до числа нейтральних частинок в одиниці об'єму.
Енергія, необхідна для відриву електрона, називається енергією іонізації.
Потенціал іонізації — фізична величина, що визначається відношенням енергії, необхідної для одноразової іонізації атома (молекули), до заряду електрона; характеризує міцність зв'язку електрона.
Іонізація в електролітах відбувається в результаті розчинення при розпаді молекул розчиненої речовини на іони (електролітична дисоціація);
Іонізація в газах — в результаті відриву від атома або молекули одного або декількох електронів під впливом зовнішніх чинників;
Іонізація у твердих тілах — в результаті переходу електронів з валентної зони або з домішкових рівнів в зону провідності. Іонізація викликається дією світла (фотоіонізація), електронним ударом (ударна іонізація), тепловим рухом (Термічна іонізація), дією електричного поля та ін.
Мультифотонна іонізація — у мас-спектрометрії — процес, при якому атом чи молекула та співіснуючі з ними іони мають енергетичні стани, що відповідають двом або більше поглинутим фотонам.

## Квантова іонізація
У 1887 році Генріх Герц встановив, що під дією світла з тіла можуть вириватися електрони — було відкрито явище фотоефекту. Це не узгоджувалося з хвильовою теорією світла — вона не змогла пояснити закони фотоефекту і спостережуване розділення енергії в спектрі електромагнітного випромінювання. У 1900 році Макс Планк встановив, що тіло може поглинати або випромінювати електромагнітну енергію тільки спеціальними порціями, квантами. Це дало теоретичну основу для пояснення явищ фотоефекту. Щоб пояснити явища фотоефекту, в 1905 році Альберт Ейнштейн висунув гіпотезу про існування фотонів як частинок світла, що дозволяє пояснити квантову теорію — фотони, які здатні поглинатися або випромінюватися як ціле одним електроном, надають йому достатню кінетичну енергію для подолання сили тяжіння електрона до ядра — виникає квантова іонізація.

## Іонізація бомбардуванням швидкими атомами
Іонізація будь-яких частинок, викликана взаємодією зразка (який може бути в розчині або у твердій матриці) і пучка нейтральних атомів з високою трансляційною енергією.

## Вертикальна йонізація
Процес, при якому електрон видаляється з молекули в її основному чи збудженому стані настільки швидко, що геометрія йона залишається такою, якою була в молекули. Утворений іон часто знаходиться у збудженому стані.
Вертикальний потенціал йонізації — енергія, яку потрібно затратити, щоб відняти від хімічної частинки електрон за умови збереження нею початкової конфігурації. Така енергія є більшою за адіабатну енергію йонізації або рівною їй.

## Дотичні терміни
Іонізуючий (рос. ионизирующий, англ. aionizing, нім. ionisierend, ionisiere) — той, що спричиняє іонізацію; іонізуюче випромінювання — потоки електромагнітних хвиль або частинок речовини, що здатні при взаємодії з речовиною утворювати в ній іони. До іонізуючого випромінення відносять альфа-, бета-, гамма-проміння, рентгенівське (пулюєве) проміння.
Іонізаційний, (рос. ионизационный, англ. ionization, ionizing, ionic, нім. Ionisation) — пов'язаний з іонізацією (наприклад, і-на камера, і-ний манометр, і-ний вакуумметр тощо).